# Núcleo del lecho de la estría terminal
Los núcleos del lecho de la estría terminal son unos acúmulos discontinuos de cuerpos neuronales incluidos dentro del espesor la estría terminal del cerebro, que salvo por estos núcleos está formada por fibras neuronales.
Es una estructura clave del complejo amigdalino en sentido extenso implicada en conductas relacionadas con las recompensas endógenas, la adicción a drogas y el estrés. Basándose en rasgos de la cito y quimioarquitectura de esta estructura, se aprecia que está compuesto por varios núcleos neuronales organizados en las divisiones anterior y posterior con distintas implicaciones funcionales y de conectividad. 
La zona anterolateral, por ejemplo, está inervada densamente por el núcleo central de la amígdala y componentes amigdalinos del sistema olfativo principal (las áreas de transición amigdalinas anterior, anterior cortical y postpiriforme, y los núcleos basomediales anterior y posterior). También recibe proyecciones masiva de las áreas sensoriales gustativas y viscerales de la región de la ínsula. Estas proyecciones utilizan el glutamato como neurotransmisor, ejerciendo por tanto una influencia excitatoria en sus destinos en las neuronas del área anterolateral de los núcleos del lecho de la estría terminal (alBNST).